# Abraxas todara
Abraxas todara là một loài bướm đêm trong họ Geometridae.